# 2006年飓风莱恩
飓风莱恩（英語：Hurricane Lane）是2006年太平洋飓风季期间第13个获得命名的风暴，第9个飓风以及第6场大型飓风，也是继2002年太平洋飓风季中的2002年飓风肯纳以来在墨西哥登陆最强劲的太平洋飓风。莱恩由9月13日墨西哥以南的一股东风波发展而成，之后朝西北方向与墨西哥海岸平行移动，并在进入一片有利于其进一步强化的区域后不断增强。向东北转向后，莱恩达到每小时205公里的最高风速，并以最高强度在锡那罗亚州登陆。9月17日，风暴迅速弱化并消散，之后其残余还给美国德克萨斯州南部地区带去了降水。
这场飓风共计造成墨西哥境内四人丧生，经济损失超过2亿美元（2006年美元，相当于2025年的3.12億美元）。其中以风暴登陆的锡那罗亚州所受损失最为惨重，许多地方电力中断，道路受损，该州农业也受到沉重打击。整个墨西哥有超过4000户家庭、24.8万人受到风暴影响。阿卡普尔科的道路和机场都遭遇了洪水，一些地区还出现了泥石流。

## 气象历史
2006年8月31日，一股东风波离开非洲海岸向西移动，于9月10日进入东太平洋，这一过程中东风波没有获得任何发展。特万特佩克湾以南数百英里外有一片大气对流区沿东风波轴线发展出来。天气系统缓慢向西行进并稳步组织起来，其中心逐渐发展出对流和带状特征，气象部门于9月13日将系统归类为第号热带低气压。低气压继续组织和强化，于9月14日在距墨西哥海岸约145公里处成为热带风暴，美国国家飓风中心因此将其命名为“莱恩”（Lane）。由于风暴上空有可能发展出反气旋，并且行进路径上的水温较高，美国国家飓风中心通过飓风强度预测模型统计后认为，莱恩有46%的可能会迅速强化。

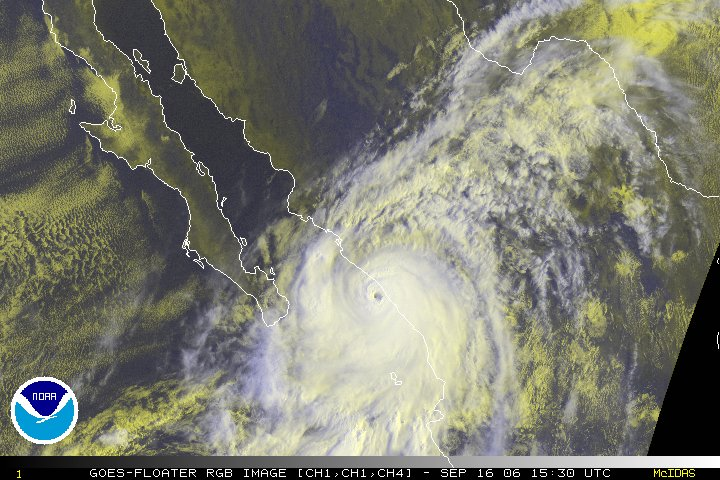
飓风莱恩在登陆前不久达到最高强度

风暴的组织性继续改善，其深层对流发展出中心密集的阴云，西半部分也呈现出层次分明的外流。9月14日晚，风暴在接近墨西哥海岸线的过程中开始发展出风眼墙。莱恩在转朝西北偏北方向移动时继续加强，并围绕墨西哥上空的一个中层高压脊转动。根据飓风猎人侦察机的报告，美国国家飓风中心于9月15日将位于哈利斯科州卡布科连特斯（Cabo Corrientes）西北偏西方向约65公里处的莱恩升级为飓风。随后风暴还在快速加强，仅6小时后风速就已经达到每小时165公里，达到萨菲尔-辛普森飓风等级下的二级飓风标准。这天晚上，风暴宽达16公里的风眼从玛丽亚群岛掠过。9月16日清晨，飓风在距墨西哥海岸85公里处风速增强到每小时185公里，成为2006年太平洋飓风季的第六场大型飓风。
飓风莱恩还在继续增强，14公里宽的风眼周围由非常强烈的深层对流环绕，风暴在9月16日中午达到风速每小时205公里的最高强度。之后风暴意外转朝东北方向前进，于协调世界时16日晚上19点15分在锡那罗亚州一片人烟稀少的区域登陆，具体位置在该州埃尔多拉多（El Dorado）东南方向约32公里。莱恩因此成为继2002年飓风肯纳后袭击墨西哥的最强飓风。墨西哥的山区地形和逐渐加强的西南偏西方向风切变共同作用，令风暴强度急剧减弱，最终于9月17日消散。莱恩的残留之后进入美国德克萨斯州境内。

## 防灾措施
由于莱恩的预计行进路径接近墨西哥西海岸，阿卡普尔科市相关部门暂时关闭了小型船只的码头。几个星期前，飓风约翰以一条近似路线经过这一地区，所以一些游客选择提前结束假期搭乘班机回家。许多居民购买了飓风抗灾用品准备应对风暴的袭击。格雷罗州的官员还关闭了该州的学校。墨西哥沿海地区共计疏散了40400名游客。墨西哥内政部长根据该国民防事务运作部门提供的数据显示，整个墨西哥有21个州的550万户家庭，共计2100万人受到这场风暴的威胁，政府为此将约2000人疏散到应急避难场所中。
随着飓风朝海岸线逼近，从米却肯州到锡那罗亚州的所有海港均予以关闭，墨西哥国家气象局向公众警告风暴将带来洪水和山崩的威胁。飓风登陆时，锡那罗亚州政府宣布市镇阿奥梅、瓜萨维、安戈斯图拉（Angostura）、萨尔瓦多阿尔瓦拉多（Salvador Alvarado）、库利亚坎、纳沃拉托、埃罗塔（Elota）、圣伊格纳西奥（San Ignacio）和马萨特兰进入紧急状态。飓风也导致位于该州马萨特兰的拉斐尔·博尔纳将军国际机场多班航班被迫取消。
美国国家气象局在飓风莱恩的残余进入美国境内以前就向德克萨斯州大部分地区发布了洪水观察预警。

## 冲击

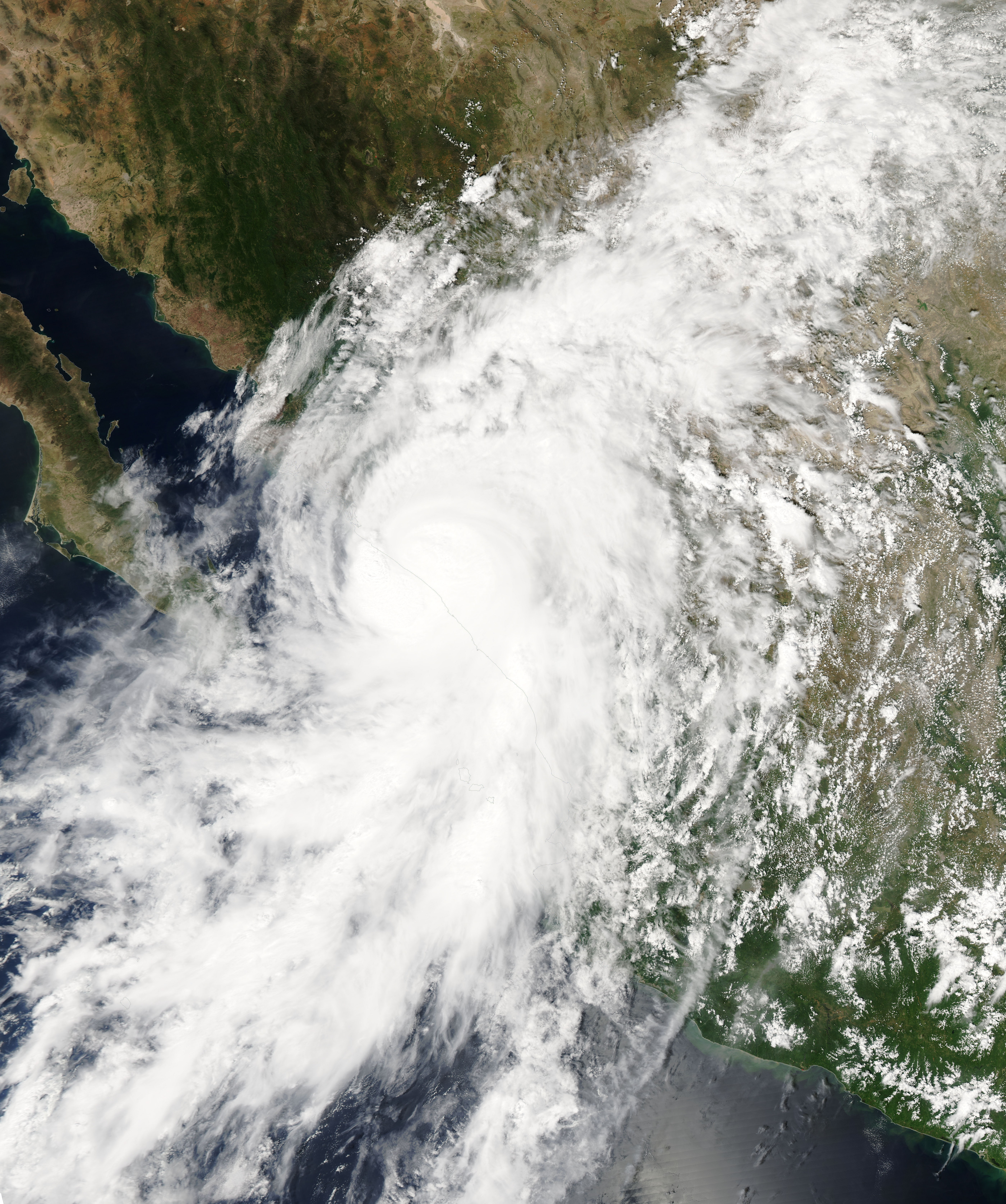
飓风莱恩在锡那罗亚州登陆

风暴给阿卡普尔科带去了暴雨和巨浪，该市沿海街道上的积水达到405毫米深。暴雨导致200户家宅被淹，并引发泥石流，导致一位年仅7岁的男孩遇难。阿卡普尔科的机场也出现了洪水，不过航运没有中断。风暴产生的大浪令一艘船只倾覆，导致一人失踪。拉萨罗卡德纳斯港所降暴雨令运河洪水泛滥，超过500人被迫从家中撤离。米却肯州有占地两平方公里的农作物被毁。科利马州的道路和机场共计受到了价值约3000万墨西哥比索的损失（2006年墨西哥比索，相同于270万2006年美元和421萬2025年美元））。哈利斯科州的卡洪·德·培尼亚（Cajón de Peña）降雨量共计达到187毫米。一名男子被强风吹得摔倒在地后不治身亡。整个哈利斯科州一共有109人因山崩和暴雨而被迫离开家园。
风暴在接近锡那罗亚州埃尔多拉多的地点登陆，导致多条道路和许多单薄的民宅被毁。狂风刮倒了电力塔、树木和交通标志，还令许多地区停电。飓风登岸点东南方向的马萨特兰遭受了狂风暴雨，导致街道被淹，电力中断。飓风的威胁还迫使一次独立日游行被迫取消。莱恩还摧毁了马萨特兰到该州首府库利亚坎之间的一座桥梁，困住了数十辆卡车。库利亚坎有一人因车冲进了河里而遇难，多条街道被水淹没。整个锡那罗亚州有多条道路受损，许多社区失去了与外界的联系。莱恩还导致该州农业受到沉重打击，经济损失可能高达6亿墨西哥比索（相当于5500万2006年美元和8579萬2025年美元）。风暴破坏了多个社区的污水处理设施和分配系统，为此该国卫生部长宣布锡那罗亚州进入卫生警戒状态。锡那罗亚州遭受的经济损失共计达到约12亿墨西哥比索（相当于1.093亿2006年美元和1.7億2025年美元）。
飓风莱恩一共导致墨西哥有4人死亡，估计有4320户民房和24.8万人受到影响。有九个市镇的供水系统受损，数千人失去自来水供应。共计有3万公里道路或高速公路受到一定程度的破坏，还有一些桥梁被毁。飓风共计给该国造成了约22亿墨西哥比索的损失（相当于2.03亿2006年美元和3.17億2025年美元）。此外，莱恩的残余还给美国德克萨斯州南部带去了降雨。

## 善后
飓风莱恩登陆次日，之前疏散的居民中大部分开始返回家中进行清理。一些留在当地的游客继续度假，还有一些选择离开。墨西哥联邦政府宣布锡那罗亚州的九个市镇进入紧急状态，由此可以让受到影响的居民获得紧急救灾资金援助。政府还动用了直升机来分发食品并救出被困的居民，并在马萨特兰设立了三个临时避难所，安置了360人，还在库利亚坎设立了另外三个避难所，安置了约1000位灾民。为了防止登革热的蔓延，政府向67个社区派去了流行病专家，并配有18个移动治疗组和15个喷雾防治组。风暴过去一个月后，所有受到影响的道路和高速公路都已经恢复通车。